# Promozione Emilia-Romagna 1977-1978
Nella stagione 1977-1978 la Promozione era il quinto livello del calcio italiano (il massimo livello regionale). Qui vi sono le statistiche relative al campionato in Emilia-Romagna.
Il campionato è strutturato in vari gironi all'italiana su base regionale, gestiti dai Comitati Regionali di competenza. Promozioni alla categoria superiore e retrocessioni in quella inferiore non erano sempre omogenee; erano quantificate all'inizio del campionato dal Comitato Regionale secondo le direttive stabilite dalla Lega Nazionale Dilettanti, ma flessibili, in relazione al numero delle società retrocesse dal Campionato Interregionale e perciò, a seconda delle varie situazioni regionali, la fine del campionato poteva avere degli spareggi sia di promozione che di retrocessione.

## Girone A

### Squadre partecipanti
| Squadra                 | Città (provincia)             |
| ----------------------- | ----------------------------- |
| S.P. Argentana          | Argenta (FE)                  |
| U.S. Baracca Lugo       | Lugo di Romagna (RA)          |
| S.S. Casalecchio        | Casalecchio di Reno (BO)      |
| A.C. Cattolica          | Cattolica (FO)                |
| A.S. Cervia             | Cervia (RA)                   |
| U.S. Cesenatico         | Cesenatico (FO)               |
| U.S. Comacchiese        | Comacchio (FE)                |
| U.P. Copparese          | Copparo (FE)                  |
| C.A. Faenza Sez.Calcio  | Faenza (RA)                   |
| A.C. Forlimpopoli       | Forlimpopoli (FO)             |
| A.C. Gambettola         | Gambettola (FO)               |
| Pol. Portuense          | Portomaggiore (FE)            |
| A.C. Predappio          | Predappio (FO)                |
| U.S. Ravenna            | Ravenna (RA)                  |
| A.C. Sanson Minerbio    | Minerbio (BO)                 |
| A.S. Santarcangiolese   | Santarcangelo di Romagna (FO) |
| F.C. Savena San Lazzaro | San Lazzaro di Savena (BO)    |
| Pol. Viserba Calcio     | Viserba (FO)                  |

### Classifica finale
|  | Pos. | Squadra          | Pt | G  | V  | N  | P  | GF | GS | DR  |
|  | ---- | ---------------- | -- | -- | -- | -- | -- | -- | -- | --- |
|  | 1.   | Forlimpopoli     | 46 | 30 | 20 | 6  | 4  | 63 | 20 | +43 |
|  | 2.   | Argentana        | 46 | 30 | 19 | 8  | 3  | 56 | 25 | +31 |
|  | 3.   | Cesenatico       | 43 | 30 | 16 | 11 | 3  | 44 | 19 | +25 |
|  | 4.   | Ravenna          | 41 | 30 | 17 | 7  | 6  | 38 | 18 | +20 |
|  | 5.   | Faenza           | 38 | 30 | 14 | 10 | 6  | 56 | 28 | +28 |
|  | 6.   | Viserba          | 35 | 30 | 14 | 7  | 9  | 36 | 29 | +7  |
|  | 7.   | Santarcangiolese | 33 | 30 | 10 | 13 | 7  | 39 | 29 | +10 |
|  | 8.   | Cervia           | 28 | 30 | 11 | 6  | 13 | 44 | 41 | +3  |
|  | 9.   | Casalecchio      | 28 | 30 | 9  | 10 | 11 | 31 | 43 | -12 |
|  | 10.  | Baracca Lugo     | 24 | 30 | 9  | 6  | 15 | 27 | 42 | -15 |
|  | 11.  | Gambettola       | 23 | 30 | 7  | 9  | 14 | 28 | 30 | -2  |
|  | 12.  | San Lazzaro      | 23 | 30 | 6  | 11 | 13 | 19 | 32 | -13 |
|  | 13.  | Predappio        | 19 | 30 | 4  | 11 | 15 | 16 | 39 | -23 |
|  | 14.  | Copparese        | 18 | 30 | 4  | 10 | 16 | 29 | 54 | -25 |
|  | 15.  | Minerbio         | 18 | 30 | 6  | 6  | 18 | 24 | 59 | -35 |
|  | 16.  | Portuense        | 17 | 30 | 2  | 13 | 15 | 24 | 68 | -44 |

Spareggio promozione e per il primo posto: 
a Bologna: Forlimpopoli-Argentana 2-1
Nessuna retrocessione per ristrutturazione dei campionati.

## Girone B

### Squadre partecipanti
| Squadra                | Città (provincia)         |
| ---------------------- | ------------------------- |
| Pol. Astra Noceto      | Noceto (PR)               |
| U.S. Brescello Mingoni | Brescello (RE)            |
| Centese Calcio S.p.A.  | Cento (Italia) (FE)       |
| A.C. Correggese        | Correggio (RE)            |
| Pol. Crevalcorese      | Crevalcore (BO)           |
| G.S. Felino            | Felino (PR)               |
| F.C. Finale            | Finale Emilia (MO)        |
| G.S. Junior A.G.       | Goito (MN)                |
| U.S. Mirandolese       | Mirandola (MO)            |
| S.S. Navobi Gonzaga    | Gonzaga (MN)              |
| Pol. Pegognaga         | Pegognaga (MN)            |
| U.S. Reggiolo          | Reggiolo (RE)             |
| A.C. San Secondo       | San Secondo Parmense (PR) |
| F.C. Valtarese Calcio  | Borgo Val di Taro (PR)    |
| U.C. Viadanese         | Viadana (MN)              |
| U.S. Vignolese         | Vignola (MO)              |

### Classifica finale
|  | Pos. | Squadra              | Pt | G  | V  | N  | P  | GF | GS | DR  |
|  | ---- | -------------------- | -- | -- | -- | -- | -- | -- | -- | --- |
|  | 1.   | Viadanese            | 43 | 30 | 17 | 9  | 4  | 45 | 21 | +24 |
|  | 2.   | Navobi Gonzaga       | 41 | 30 | 13 | 15 | 2  | 39 | 16 | +23 |
|  | 3.   | Crevalcore           | 39 | 30 | 13 | 13 | 4  | 43 | 27 | +16 |
|  | 4.   | J.A.G. Goito         | 39 | 30 | 14 | 11 | 5  | 35 | 15 | +20 |
|  | 5.   | Mirandolese          | 38 | 30 | 14 | 10 | 6  | 49 | 27 | +22 |
|  | 6.   | Finale Emilia        | 35 | 30 | 13 | 9  | 8  | 35 | 25 | +10 |
|  | 7.   | Centese              | 34 | 30 | 14 | 6  | 10 | 45 | 40 | +5  |
|  | 8.   | Correggese           | 30 | 30 | 11 | 8  | 11 | 28 | 31 | -3  |
|  | 9.   | San Secondo Parmense | 29 | 30 | 9  | 11 | 10 | 29 | 29 | 0   |
|  | 10.  | Vignolese            | 28 | 30 | 10 | 8  | 12 | 35 | 38 | -3  |
|  | 11.  | Brescello            | 26 | 30 | 8  | 10 | 12 | 25 | 35 | -10 |
|  | 12.  | Valtarese            | 23 | 30 | 10 | 3  | 17 | 34 | 54 | -20 |
|  | 13.  | Pegognaga            | 22 | 30 | 6  | 10 | 14 | 30 | 45 | -15 |
|  | 14.  | Astra Noceto         | 21 | 30 | 7  | 7  | 16 | 28 | 41 | -13 |
|  | 15.  | Reggiolo             | 18 | 30 | 6  | 6  | 18 | 31 | 53 | -22 |
|  | 16.  | Felino               | 14 | 30 | 3  | 8  | 19 | 28 | 62 | -34 |

Nessuna retrocessione per ristrutturazione dei campionati.